# Rudolf Jordan (Maler)

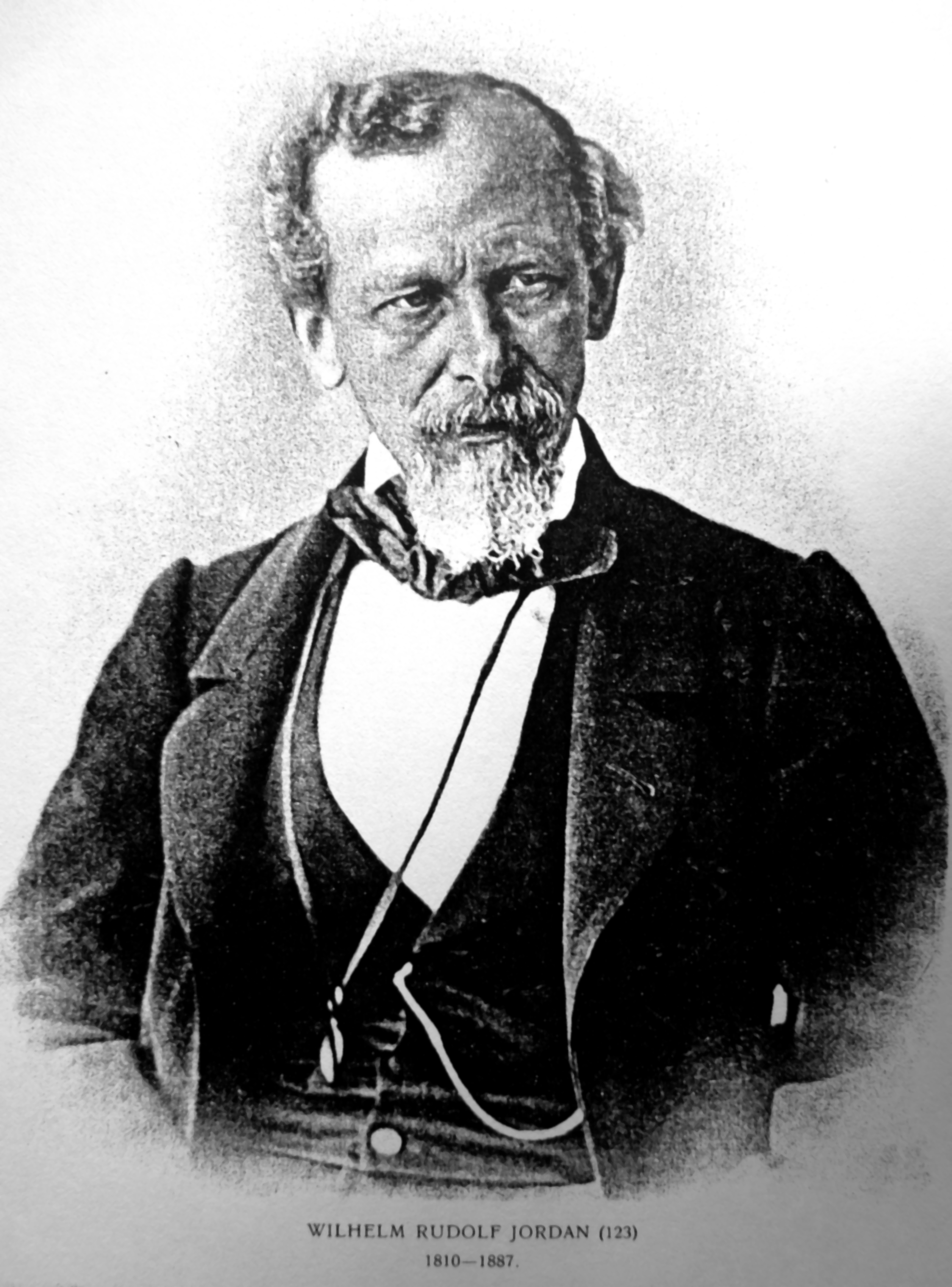
Rudolf Jordan um 1880

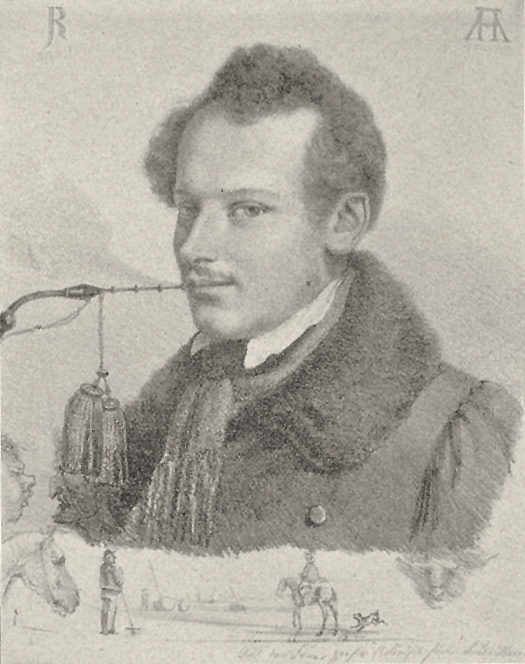
Porträt Rudolf Jordan, Kohlezeichnung seines Schwagers Adolf Henning, 1834

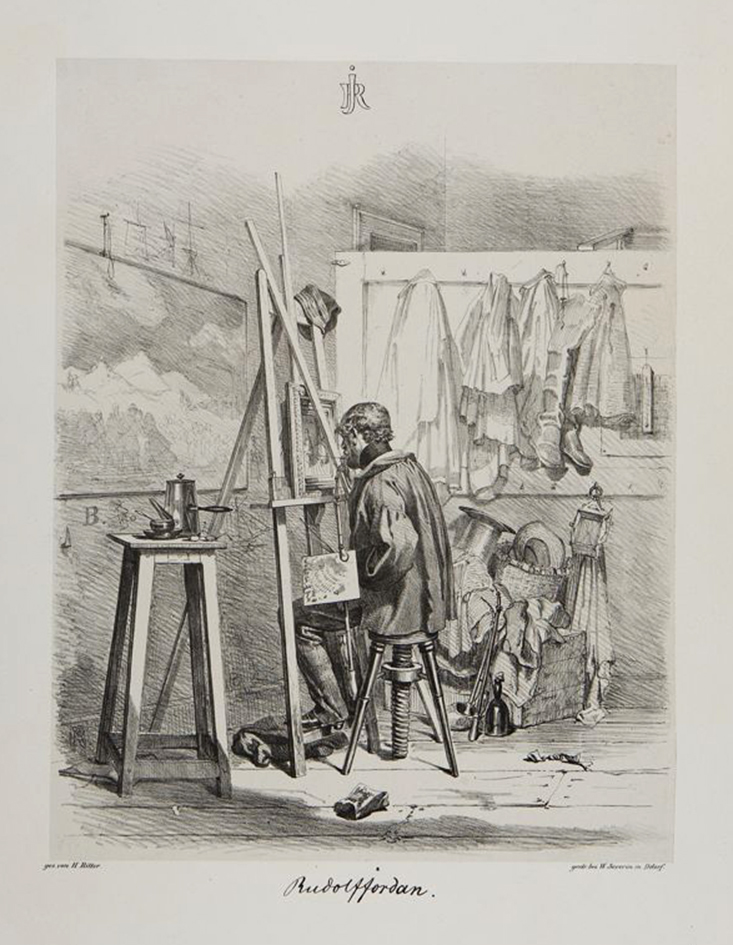
Rudolf Jordan im Atelier in Schattenseiten der Düsseldorfer Maler, 1845, Illustration seines Freundes Henry Ritter, gestochen von Wilhelm Severin in Düsseldorf

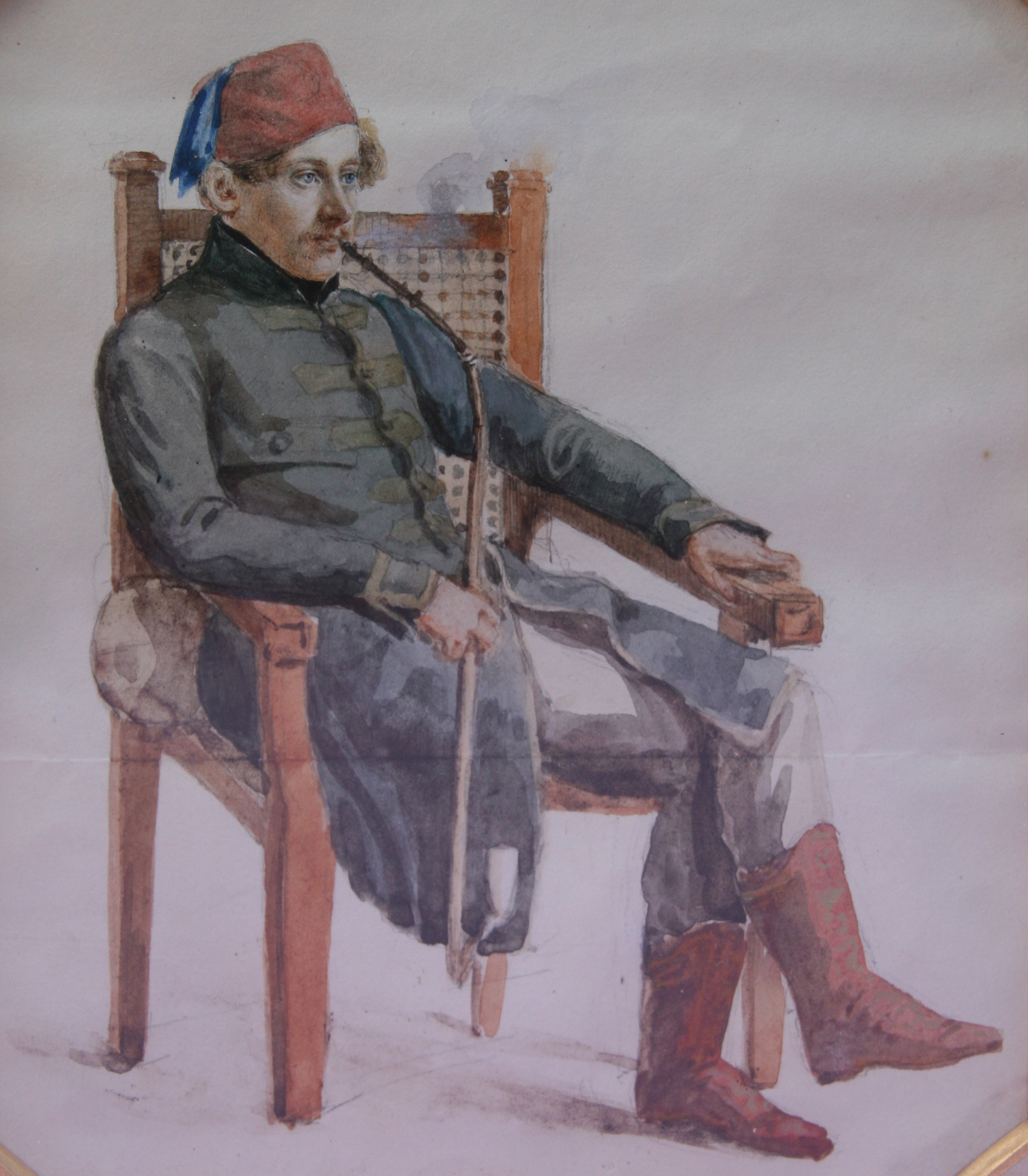
Jugendbildnis von Rudolf Jordan, gemalt von Jordans Studienfreund Rudolf von Normann, Aquarell 1836

Wilhelm Rudolph Jordan (* 4. Mai 1810 in Berlin; † 26. März 1887 in Düsseldorf) war ein deutscher Maler.

## Leben
Jordan entstammte einer südfranzösischen Hugenottenfamilie. Er war nach der Ausbildung ab 1827 bei Karl Wilhelm Wach, der im Jahre 1819 in Berlin eine Malerschule gegründet hatte, Student und Meisterschüler an der Kunstakademie Düsseldorf (1833–1840). Danach arbeitete er dort bei Wilhelm von Schadow und Karl Ferdinand Sohn. Spätestens ab 1848 hatte er als Genremaler sein eigenes Atelier in Düsseldorf am Wehrhahn 9. Hier bildete er Schüler aus und bekam eine königliche Titularprofessor zuerkannt.
1830 machte er auf Rügen erste Naturstudien. Dort entstand sein erstes Genrebild, Die Fischerfamilie.
Ab 1837 war er Mitglied der Preußischen Akademie der Künste in Berlin, Sektion für die Bildenden Künste, und im Besitz der großen goldenen Medaille der Berliner Ausstellung.
Jordan gilt als ein Begründer des ethnografischen Genres der Düsseldorfer Malerei. Sein bevorzugtes Sujet wurde das Leben der Fischer an der Nordseeküste. Darin folgte er einer Zeitmode, die sich auf literarischem Gebiet etwa in Heinrich Heines Reiseschilderung Die Nordsee äußerte. 1843 war sein Gemälde Heiratsantrag auf Helgoland erfolgreich. Von da an widmete er sich ausschließlich der Schilderung des Fischer- und Schifferlebens, wozu er sich die Stoffe auf häufigen Reisen nach Holland, Belgien und Frankreich holte. 1855 hatte mit dem Motiv Hochzeit auf Helgoland erneut einen großen Erfolg. Die arbeitsamen Küstenbewohner waren in Jordans Gemälden romantische Idealgestalten, die er sowohl humoristisch als auch in ernsten und tragischen Szenen darstellte. Seine Färbung war anfangs kräftig und wurde nur zuletzt etwas flauer. Auch mit Darstellungen aus dem italienischen Volksleben wurde er bekannt. Viele von Jordans Gemälden sind durch Reproduktionsgrafik weit verbreitet. Einen Namen machte er sich außerdem als Aquarellmaler, Illustrator und Radierer.
Jordan gehörte 1844 zu den Mitbegründern des Kompositionsvereins Crignic und 1848 zu denen des Künstlervereins Malkasten in Düsseldorf, dem er bis zu seinem Tode angehörte. Er war außerdem Mitglied des Vereins der Düsseldorfer Künstler zur gegenseitigen Hilfe. Im Revolutionsjahr 1848 war er unter Hauptmann Lorenz Clasen Zugführer der Düsseldorfer Bürgerwehr.
Schüler waren u. a.:
- Anton Dieffenbach (1831–1914)
- Emil Ebers (1807–1884)
- Ernestine Friedrichsen (1824–1892)
- Julius Geertz (1837–1902)
- Otto Günther (1838–1884)
- Minna Heeren (1823–1898)
- Joseph Hoegg (1818–1885)
- Albert Kindler (1833–1876)
- Auguste Ludwig (1834–1909)
- Heinrich Ludwig Philippi (1838–1874), Historienmaler und Ehemann seiner Nichte
- Georg Reimer (1828–1866), Genremaler
- Henry Ritter (1816–1853), zunächst Privatschüler, dann enger Freund
- Raphael Ritz (1829–1894)
- Jules Ruinart de Brimont (1836–1898)
- Felix Schlesinger (1833–1910), zählt zu den bekanntesten Malern von Kindermotiven, die schon im 19. Jahrhundert international gesucht und vor allem in England und Amerika gesammelt wurden
- Emil Gottlieb Schuback (1820–1902)
- Georg Schwer (1827–1877)
- Paul Eduard Richard Sohn (1834–1912)
- Hermann Sondermann (1832–1901)
- Benjamin Vautier (1829–1898)
- Wilhelm Wallander (1821–1888)
- Victor Zeppenfeld (1834–1883)

## Ehrungen (Auswahl)
- Kommandeurkreuz des Wasaordens II. Klasse (Schweden)
- 1869: Roter Adlerorden III. Klasse
- 1886: Königlich preußischer Kronenorden II. Klasse zum Beginn der Berliner Jubiläumsausstellung

Der Versuch durch Franz Wilhelm Ross ihm auf Helgoland ein Denkmal zu setzen scheiterte.

## Familie

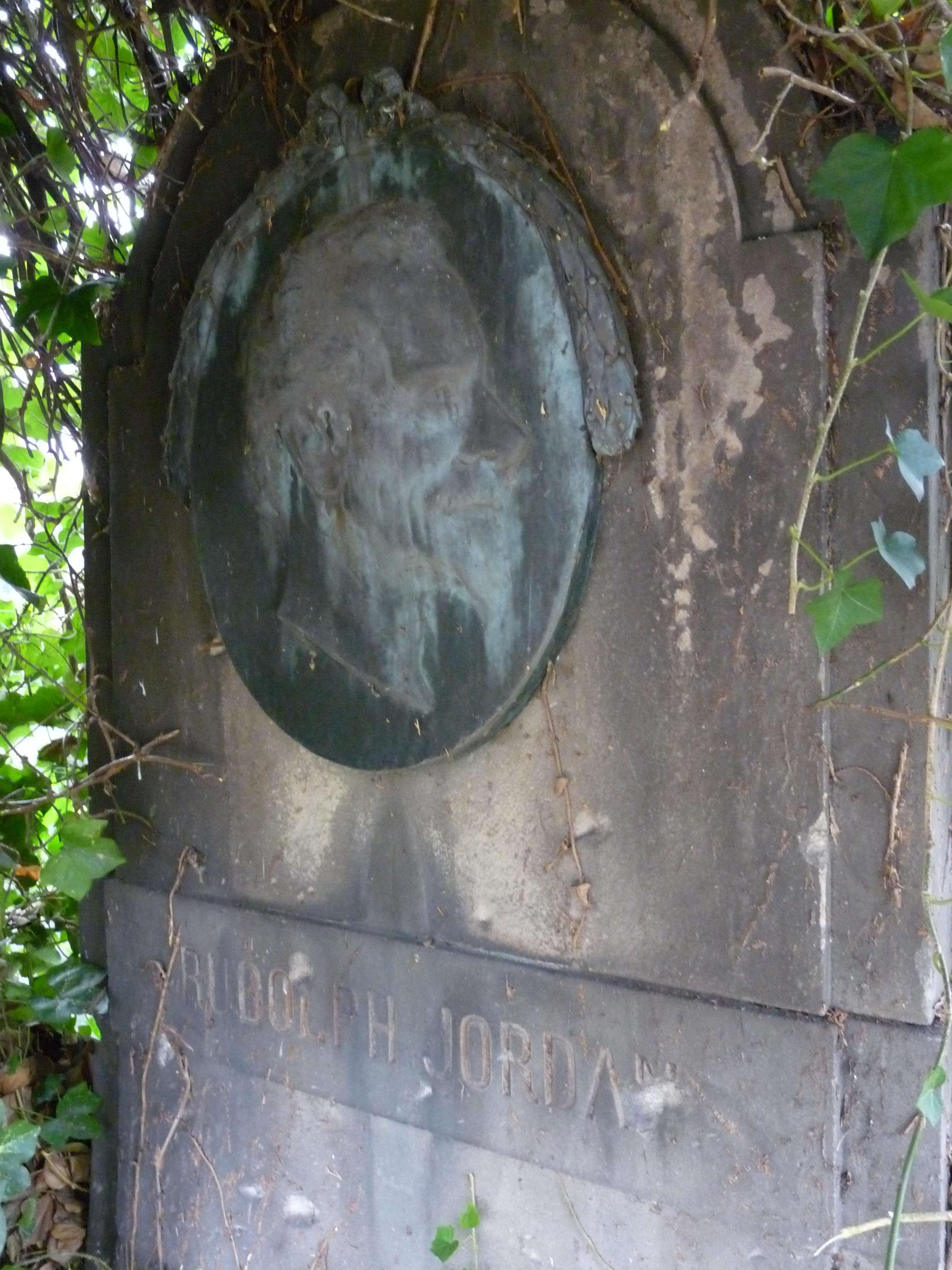
Grabstätte Jordans, Nordfriedhof Düsseldorf, 2008

Jordan war ein Sohn des André Charles Guillaume Jordan (* 29. September 1778 in Berlin; † 25. Juni 1850 ebenda), Justizrat in Berlin, und der Wilhelmine Hielkert. Er war ein Nachkomme von Charles Etienne Jordan (1700–1745), dem Berater und engen Vertrauten Friedrichs des Großen. Jordan heiratete 1838, in erster Ehe, Sophie Pauline von Mülmann (1811–1863), gleichfalls Malerin, Schwester des Regierungsrats Otto von Mülmann. Die Schwester von Sofie, Emilie von Mülmann (1805–1884), war verheiratet mit dem Maler Karl Ferdinand Sohn. Die zweite Ehefrau von Jordan war Marie von Hanstein (1825–1885). Der ersten Ehe entstammten drei Kinder. Jordan wurde auf dem Nordfriedhof in Düsseldorf beigesetzt. Das Tonmodell zu der Bildnisplakette auf seinem Grabstein schuf der Maler Ernst Bosch. Jordans Schwester Marie (* 1816 in Berlin; † 1899 ebenda) war mit seinem Freund, dem Maler Adolf Henning, verheiratet.

## Werke (Auswahl)

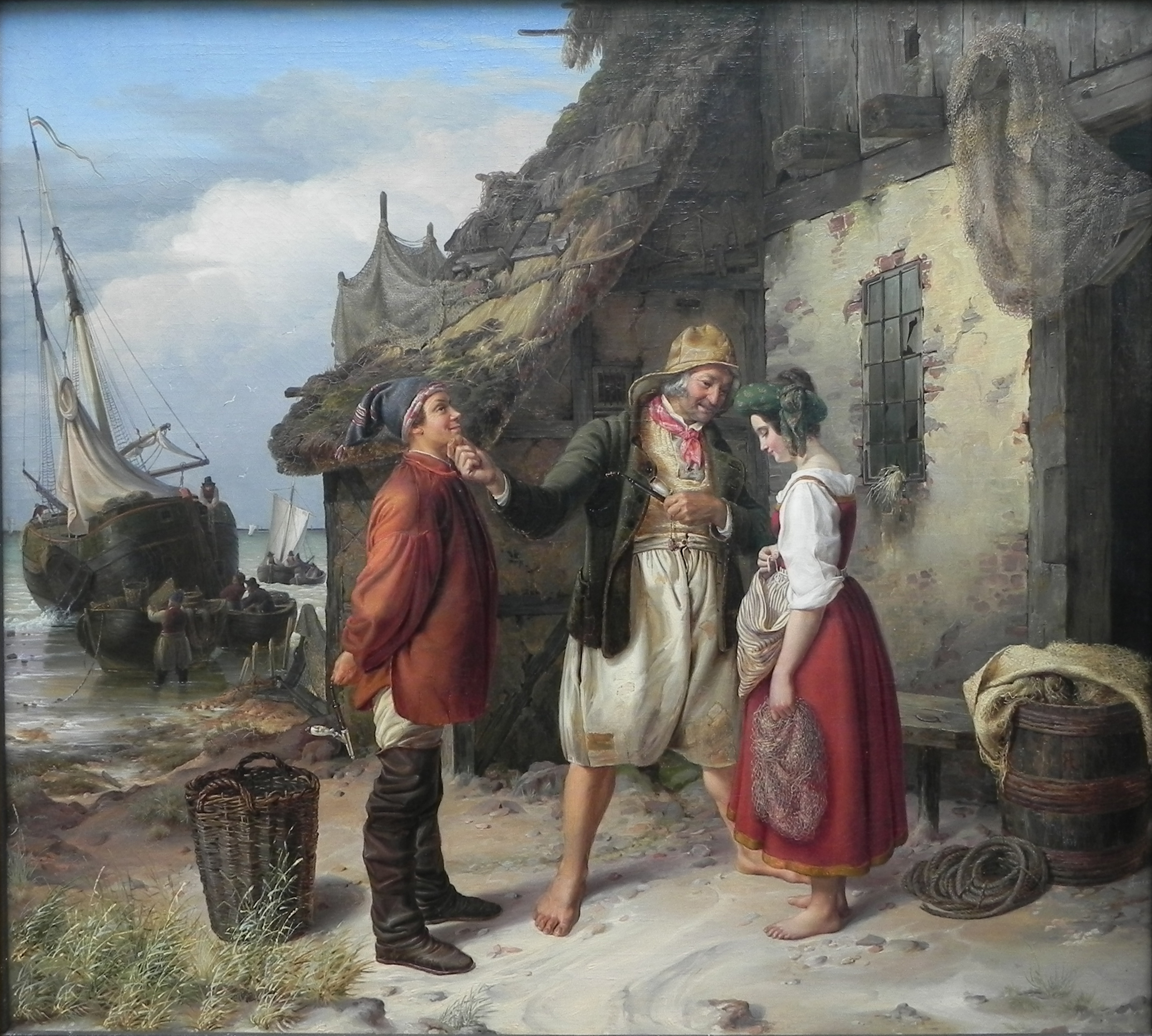
Heiratsantrag auf Helgoland, 1834, Altonaer Museum, Hamburg

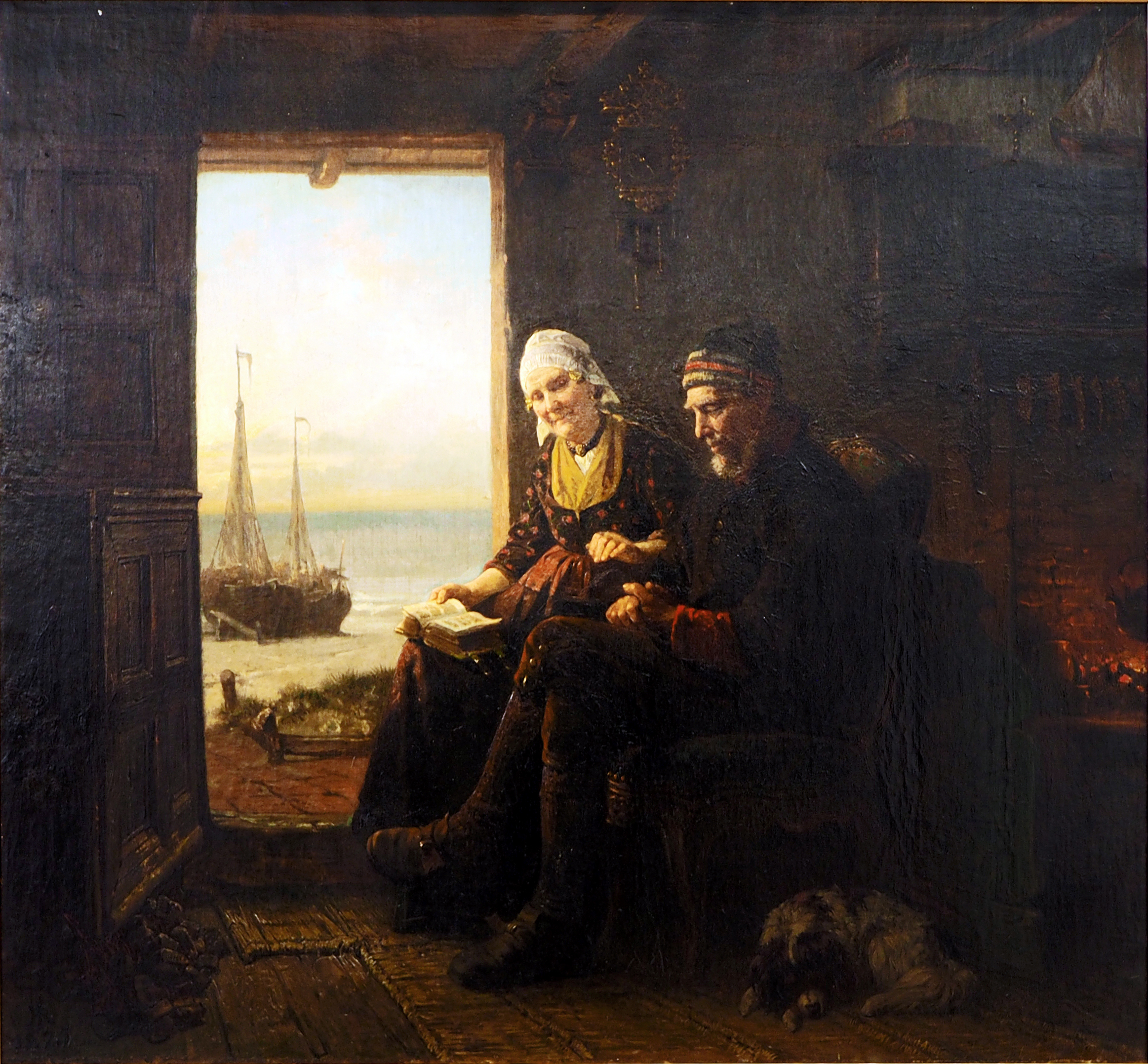
Interieur mit älterem Ehepaar und Aussicht auf das Meer, 1872

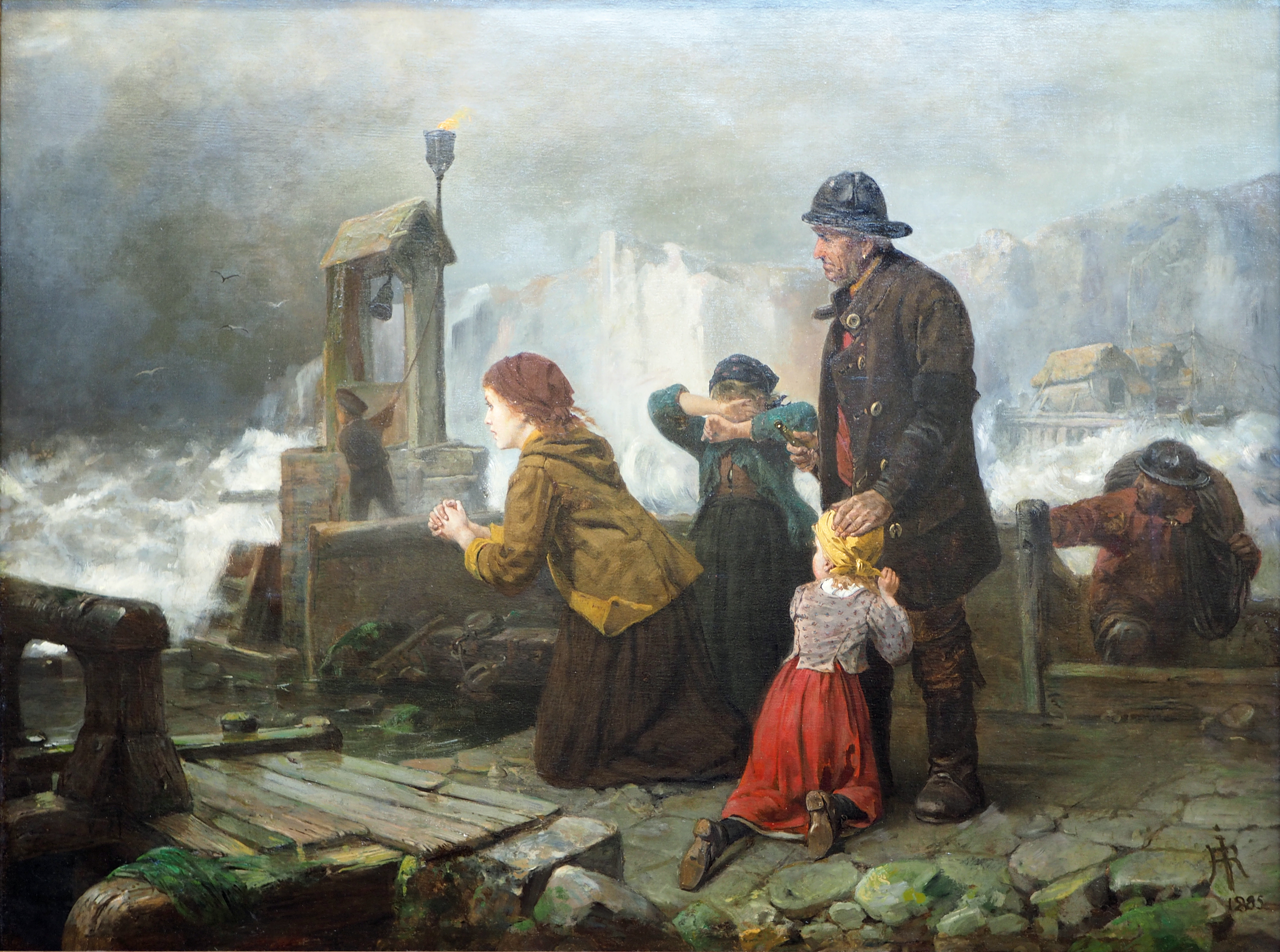
Sturmläuten auf Helgoland, 1885

- Ein Heiratsantrag auf Helgoland, 1834 – Dieses Bild wurde 1834 in Berlin ausgestellt und erregte großes Aufsehen. Ein alter Lotse steht breitspurig vor seiner Hütte, die Pfeife in der Hand, und spricht mit einer jungen Dirne, seiner Tochter. Diese hat mit einer Hand ihre Schürze aufgerafft und blickt verlegen zu Boden, denn der Vater wirbt bei ihr für einen jungen Fischerburschen, der vor ihr steht und dem der Alte ermunternd unter das Kinn fasst. Im Hintergrunde sieht man Fischer am Strande mit ihren Booten beschäftigt. Das Bild kann als ein Markstein in der deutschen Genremalerei bezeichnet werden. Der humorvoll aufgefasste und so einfache Gegenstand, diese kräftigen und lebensvollen Gestalten, diese Natürlichkeit in Haltung und Ausdruck, dieses frische und gesunde Kolorit und die bis ins Kleinste sorgfältige Zeichnung, sie fanden damals unermesslichen Beifall und machten den Schöpfer des Bildes mit einem Schlage berühmt. „Der frische, derbe Humor, der aus diesem köstlichen Genrebilde spricht“, sagt Adolf Rosenberg, „bildete einen willkommenen Kontrast zu der süßlichen Marzipanmalerei der Wach’schen Schule einerseits und zu den weinerlichen Sentimentalitäten der übrigen Düsseldorfer andererseits.“ Der Konsul Wagener in Berlin erwarb das Bild für seine Sammlung, mit der es dann später in die Nationalgalerie gekommen ist. Der Heiratsantrag auf Helgoland ist zu einer seltenen Popularität gelangt, der Gegenstand wurde von anderen Malern in vielfachen Variationen wiederholt, das Bild selbst durch massenhafte Nachbildungen in Stich, Lithographie usw. überall verbreitet. Es wurde sozusagen ein Modebild, welches man namentlich mit Vorliebe als Motiv zu lebenden Bildern nahm.
- Ein Grieche, seine Familie verteidigend, Karton und Farbenskizze, 1830
- Die zurückkehrende Lotsen, 1836, Berliner Nationalgalerie
- Die Lotsensturmglocke, 1837
- Sturmläuten auf Helgoland, 1839, Museum Langes Tannen, Uetersen
- Das Lotsenexamen, 1842 – Jordan hatte das Bild schon 1839 in etwas veränderter Zeichnung entworfen und radiert; es wurde 1850 von Wilhelm Oelschig als Vereinsblatt des Kunstvereins für Rheinland und Westfalen in Kupfer gestochen und gelangte zu großer Popularität.
- Rettung aus dem Schiffbruch, 1848
- Betende Weiber mit ihrem Geistlichen in Sturmesnot, 1852
- Eine Hochzeit auf der Insel Marken, 1854
- Hochzeit auf Helgoland, 1855
- Die Krankensuppe, 1862, Kunsthalle Düsseldorf
- Das Altmännerhaus an der holländischen Küste, 1864, Nationalgalerie in Berlin
- Der Witwe Trost, 1866, Nationalgalerie in Berlin
- Suppentag im Kloster, 1868, Wallraf-Richartz-Museum in Köln
- Strandwache, 1868
- Das Frauenhaus in Amsterdam, 1868
- Gefangenwärter auf Schloss Chillon, 1869
- Gestrandete Passagiere / Schiffbrüchige in der Strandkneipe (1872)
- Das Begräbnis des alten Seemanns, 1874, im gleichen Jahr ausgestellt in München, Bremen und Hamburg
- Nach durchwachter Nacht, 1874; 2. Fassung: 1878
- Schiffbruch an der Küste der Normandie, 1880
- Rückkehr vom Heringsfang, 1881
- Holländische Strandkneipe, 1884
- außerdem eine große Zahl Familienszenen

### Illustrationen (Auswahl)
Digitalisierte Ausgabe der Universitäts- und Landesbibliothek Düsseldorf:
- In:  Album deutscher Künstler in Originalradirungen. – Buddeus, Düsseldorf 1841. urn:nbn:de:hbz:061:2-1080.
- In: Aquarelle Düsseldorfer Künstler : den kunstsinnigen Damen gewidmet. – Arnz, Düsseldorf 1861. urn:nbn:de:hbz:061:2-736.
- In: Deutsche Dichtungen mit Randzeichnungen deutscher Künstler. – Buddeus, (Bände 1–2) Düsseldorf 1843. urn:nbn:de:hbz:061:2-712.
- In: Deutsche Sprüchwörter und Spruchreden in Bildern und Gedichten. – Arnz, Düsseldorf 1852. urn:nbn:de:hbz:061:2-24496.
- In: Howitt, Mary Botham. The Dusseldorf artist’s album. – Arnz, Dusseldorf 1854. urn:nbn:de:hbz:061:2-115.
- In: Düsseldorfer Lieder-Album : 6 Lieder mit Pianofortebegleitung. – Arnz, Düsseldorf 1851. urn:nbn:de:hbz:061:2-1402.
- In: Reinick, Robert. Lieder eines Malers mit Randzeichnungen seiner Freunde. – zwischen 1836 und 1852.
  - Lieder eines Malers mit Randzeichnungen seiner Freunde. – Schulgen-Bettendorff, Düsseldorf 1838, farbige Mappen-Ausgabe. urn:nbn:de:hbz:061:2-18668.
  - Lieder eines Malers mit Randzeichnungen seiner Freunde. – Schulgen-Bettendorff, Düsseldorf 1838. urn:nbn:de:hbz:061:2-18244.
  - Lieder eines Malers mit Randzeichnungen seiner Freunde. – Buddeus, Düsseldorf zw. 1839 und 1846. urn:nbn:de:hbz:061:2-84.
  - Lieder eines Malers mit Randzeichnungen seiner Freunde. – Vogel, Leipzig ca. 1852. urn:nbn:de:hbz:061:2-18254.
- In: Stieler, K./Wachenhusen, H. /Hackländer, F. W.: Rheinfahrt. Von den Quellen des Rheins bis zum Meere. – Kröner, Stuttgart 1875. urn:nbn:de:hbz:061:2-237.
- In: Musäus, Johann Karl August / Klee, Julius Ludwig (Hrsg.). Volksmährchen der Deutschen. Mit Holzschnitten nach Originalzeichnungen. – Mayer und Wigand, Leipzig 1842. urn:nbn:de:hbz:061:2-915.

Radierungen, Zeichnungen u.a.
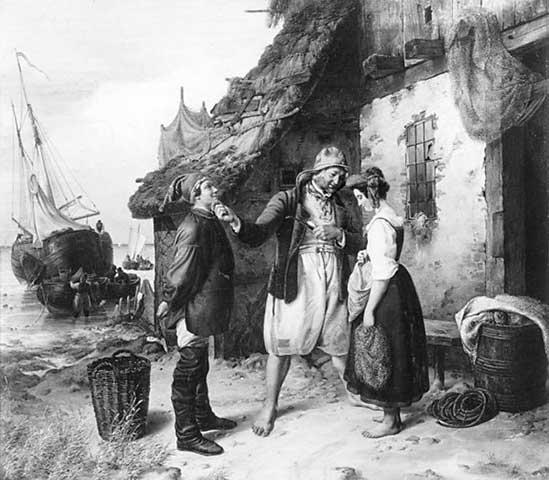
Heiratsantrag auf Helgoland, 1834, Lithografie von J. Sprick – National-Galerie Berlin
Lotsenexamen, 1842
Begräbnis des jüngsten Kindes (Zeichnung), 1857 – Deutsches Kunstblatt, 1858
Zeit des ersten Kindes, 1861 – Familienleben Zeichnungen
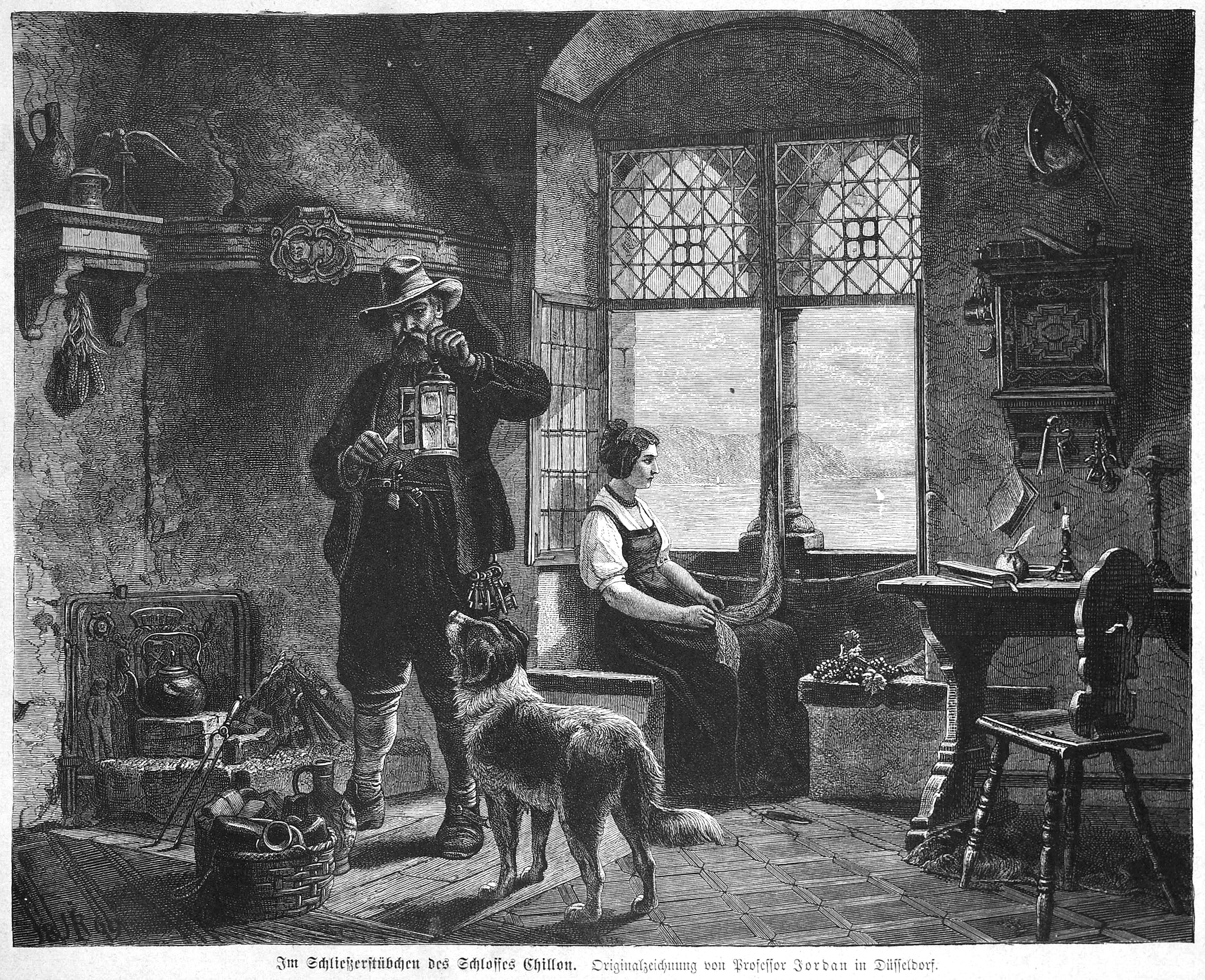
Im Schließerstübchen des Schlosses Chillon – Illustration in der Zeitschrift Die Gartenlaube, 1877
Ein Rettungsboot, Holzstich um 1880
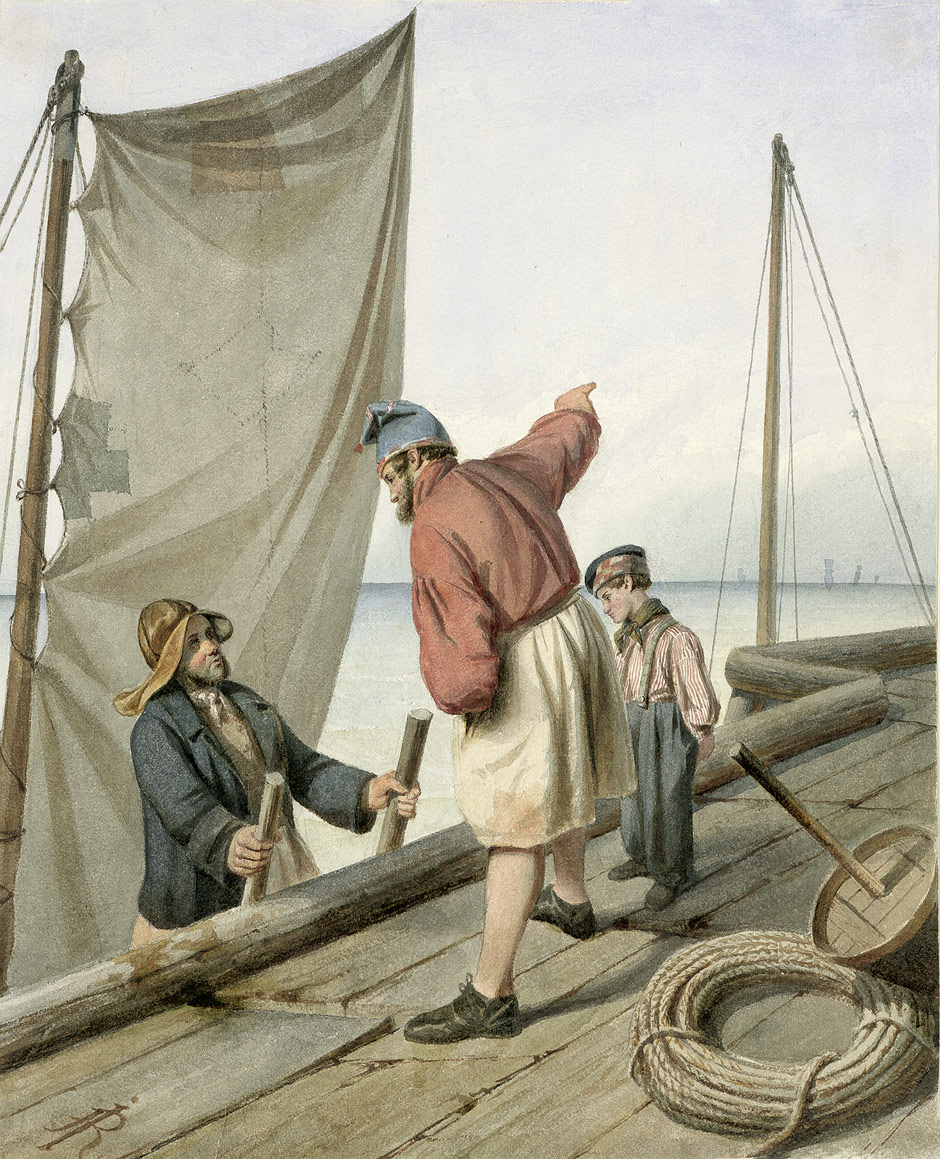
Ankommender Seemann, Aquarell um 1860